# Nick Yallouris
Nick Yallouris (nascido em 24 de fevereiro de 1994) é um ciclista australiano. Representou a Austrália nos Jogos Paralímpicos de Verão de 2016, realizados no Rio de Janeiro, no Brasil, atuando como ciclista guia do Matthew Formston na prova tandem. Formston é legalmente considerado cego.